# Ramberg (Harz)
Der Ramberg, auch das Rambergsmassiv genannt, ist ein maximal 587,1 m ü. NHN hohes und etwa 30 km² großes Granitmassiv des Mittelgebirges Harz im sachsen-anhaltischen Landkreis Harz.

## Geographische Lage
Der Ramberg erstreckt sich mit mehreren Gipfeln im Naturpark Harz/Sachsen-Anhalt etwa zwischen Thale im Norden, Bad Suderode, Gernrode und Ballenstedt im Nordosten, Harzgerode im Süden und Friedrichsbrunn im Südwesten. Seine höchste Erhebung heißt Wegenerskopf (587,1 m), etwas ostsüdöstlich davon befindet sich die Viktorshöhe (581,5 m).
Das Rambergmassiv begrenzt im Nordwesten das Tal der Bode (siehe auch Bodetal), und seine äußeren Südostausläufer stoßen an einen kleinen Abschnitt der Selke mit dem jenseits davon gelegenen Mansfelder Land. Im Gebiet des Massivs entspringen unter anderem diese Fließgewässer: Friedenstalbach, Krebsbach, Uhlenbach und Wurmbach. Zu seinen Stillgewässern gehören: Bergrat-Müller-Teich, Bremer Teich, Erichsburger Teich und Gondelteich.

## Sehenswürdigkeiten
Auf der Südwestflanke der Viktorshöhe liegen die Große Teufelsmühle und Kleine Teufelsmühle, zwei sagenumwobene Granitfelsen. Im weiteren Gebiet des Rambergs befinden sich das Bärendenkmal und die Burgruine Erichsberg.

## Verkehrsanbindung
Durch das Rambergmassiv führen zwischen Friedrichsbrunn und Bad Suderode die Landesstraße 239 und zwischen Friedrichsbrunn und Thale die L 240. Südöstlich vorbei führt von Harzgerode über Mägdesprung nach Ballenstedt die Bundesstraße 185.

## Galerie

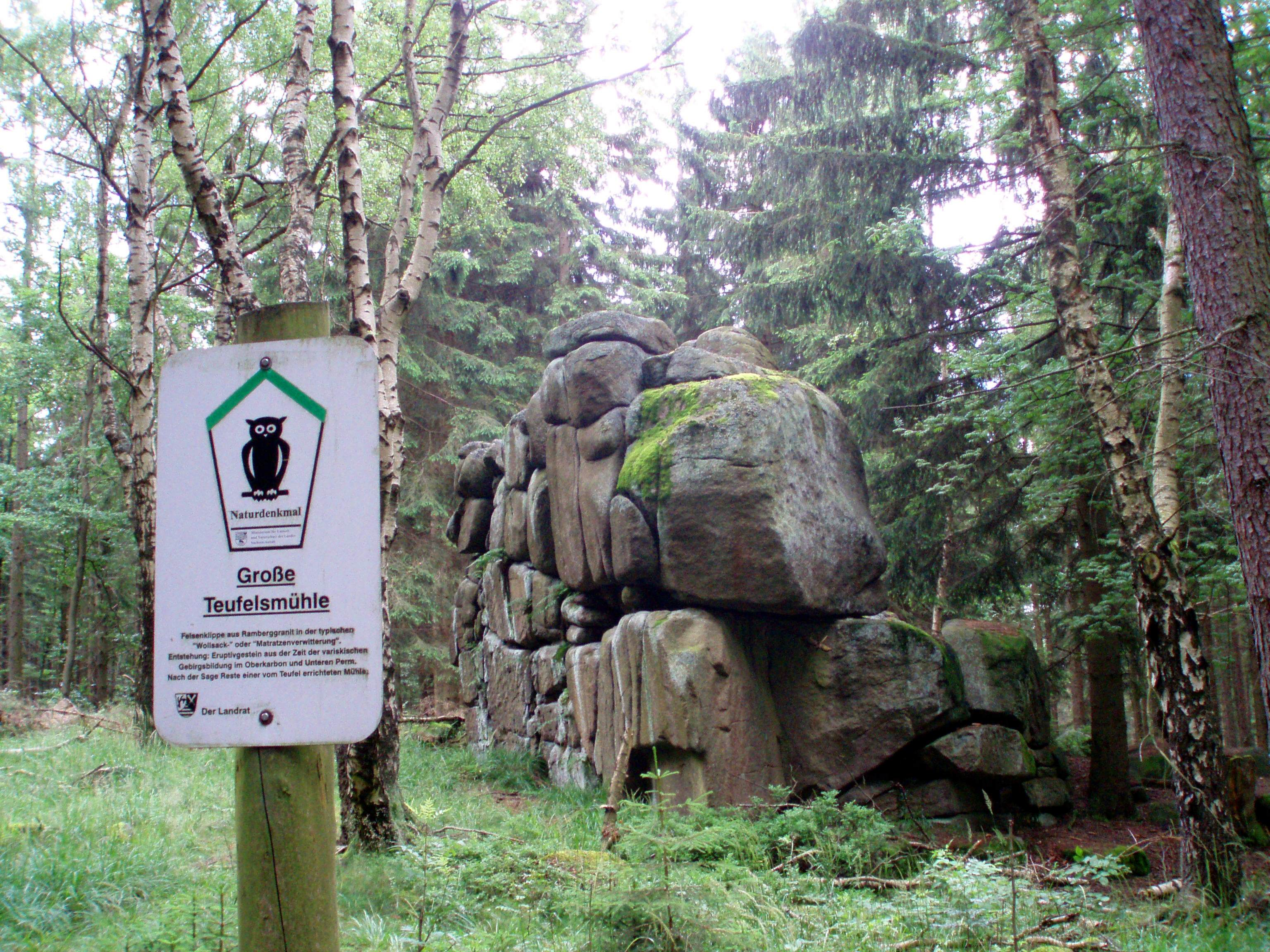
Große Teufelsmühle
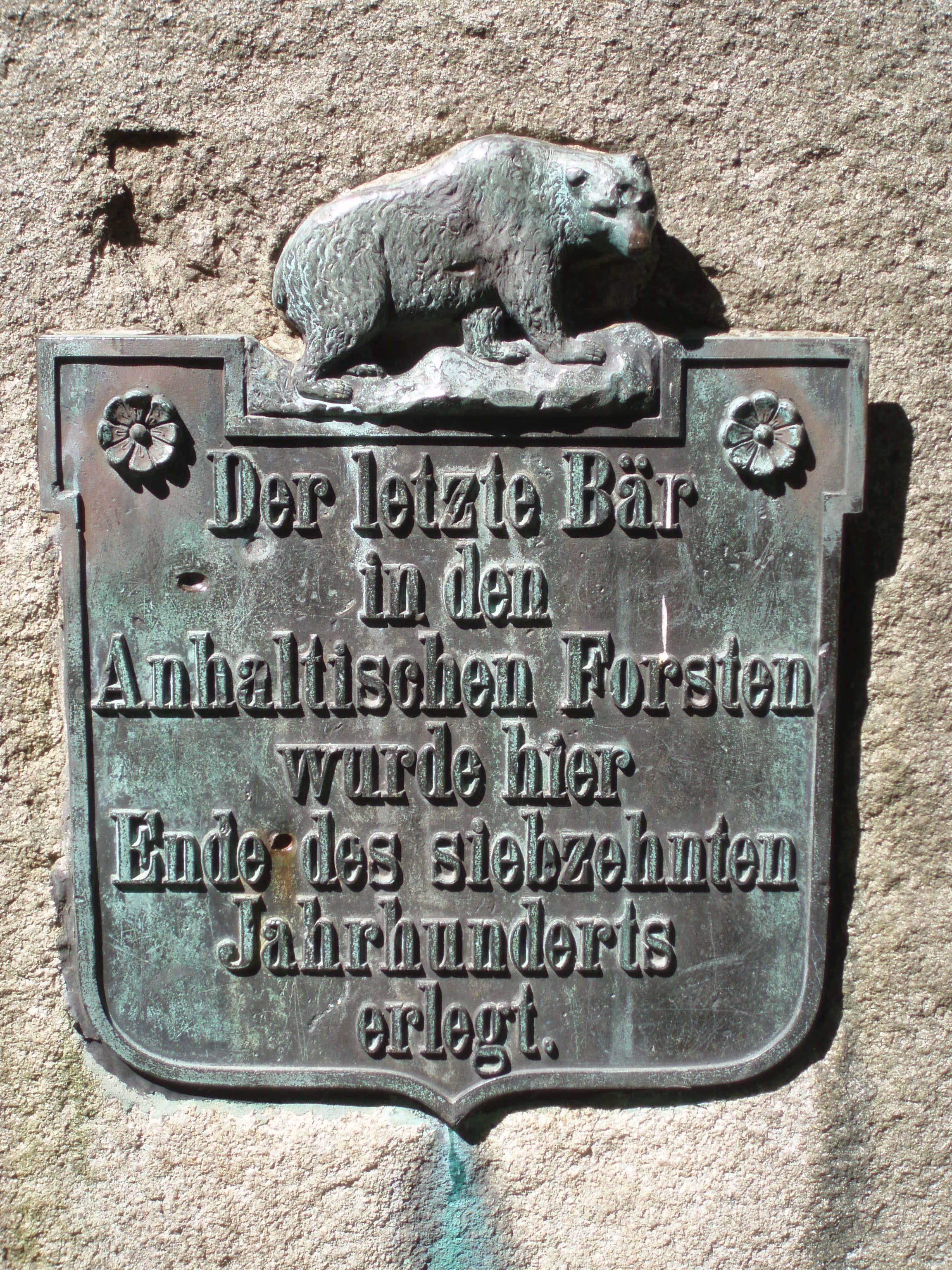
Bärendenkmal